# 南化水庫
南化水庫是台灣的一座水庫，水庫位於台南市南化區曾文溪之支流後堀溪上，集水面積104平方公里，總容量1億4946萬立方公尺，以阿里山山脈與曾文水庫相隔，兩水庫距離約10公里，共同負擔台南、高雄地區公共給水之重要水庫。

## 沿革

### 背景
臺南及高雄為臺灣南部用水高度成長之地區，政府當局於1980年代推估該兩地區於2001年每日平均總需水量約為269萬立方公尺，而當時供水能力平均每日約141萬立方公尺，正開發的新水源量平均每日約49萬立方公尺，故需開發平均每日約79萬立方公尺的新水源量，後於1984年由臺灣省水利局完成南化水庫調查規劃報告，1985年完成南化水庫計畫及檢討報告，預估完成後於平均每日提供80萬立方公尺的用水量，可有效改善台南、高雄之缺水及水質不佳問題，並可滿足該地區至2001年之用水需求量。
計畫時原訂名後堀水庫，但省府以名稱不雅為由，於1985年決定改以所在地南化鄉（今臺南市南化區）命名。

### 第一期興建
第一期工程為主體水壩興建工程，於1986年由行政院核定興建，1988年12月開工，於1993年7月封堵蓄水，1993年11月全部完工。

### 第二期興建
第二期工程原稱為「南化水庫越域引水工程計畫」，因水庫上游山區降雨較少，而其東側三公里外的旗山溪因發源於玉山主峰西南坡，雨量較為豐沛，因此，此工程即於高雄市甲仙大橋上游約450公尺處設甲仙堰取水，以輸水隧道將旗山溪豐水期（每年6月至10月）多餘之水量（平均每日約30萬噸）引入南化水庫運用，提高南化水庫之供水量達每年2億9千萬噸，1993年2月20日將計畫名稱改為「南化水庫第二期工程計畫」，於1994年6月動工，於1999年6月開始通水運轉。

## 設施及工程

### 南化高屏聯通管
南化水庫與高屏溪攔河堰聯通管路是因應高屏溪枯水期水量不足，為了穩定高屏溪攔河堰之供水，於豐水期利用甲仙堰引水維持蓄滿南化水庫，並以南化水庫取水供應台南、高雄地區，同時期於高屏溪攔河堰取水供應高雄地區，枯水期自南化水庫調水供應高屏溪攔河堰，全長57.7公里。2001年7月動工，於2003年11月完工通水，惟2004年5月與2005年7月兩度發生爆管意外，遂進行改善工程，2006年於部分管線加設內襯，沿線並加設三座減壓站。

### 加高工程
台灣省水利局南部水資源工程處為增加南化水庫之蓄水容量，以供應台南地區之公共用水，於1997年開始進行加高工程之研究，計畫加高20公尺擴增一倍之蓄水量，以做為美濃水庫無法興建的替代方案，後因921大地震後，地方因擔心水庫安全而反彈，目前此計畫暫時擱置。2024年6月通過環評溢流堰加高1.8公尺。

### 南化水庫防淤隧道
南化水庫自1993年開始蓄水營運，水庫容量為1億5,400萬立方公尺。然而水庫啟用後至今，庫容逐年淤積，每次颱風侵襲皆造成南化水庫被大量土石沖入。2009年8月8日的莫拉克颱風侵襲，其所造成之八八風災讓中南部地區的多座水庫受山區大量土石沖入，壩前淤積面提升至海拔150.8公尺處。而如此嚴重的淤積也讓南化水庫的容量大為下降，2009年11月，南水局進行測量時，南化水庫的有效蓄水容量約為1億立方公尺，已減為原先設計容量的63%；2012年測量時，南化水庫的有效蓄水量僅剩9,943萬立方公尺，可顯見淤積已嚴重影響水庫蓄水功能。
因此，為確保南化水庫運轉順暢並蓄清排渾，延長水庫壽命及基於永續利用之原則，於2010年制定《曾文南化烏山頭水庫治理及穩定南部地區供水特別條例》，希望透過集水區保育、新水源開發、水庫清淤及庫區設施新建等多面向策略，來維持既有水庫功能及穩定南部地區水資源供應。經特別條例工作小組審議後，確定由水利署南區水資源局負責南化水庫增設防洪防淤工程設施的計畫、施工與監造業務執行，該項計畫稱為「南化水庫防淤隧道工程計畫」。
計畫所需總建造成本約為40.5億元，防淤隧道設計流量為1,000立方公尺/秒，年平均期望排砂比為24%，每年平均排砂量為72萬立方公尺，倘以抽泥船清淤成本計算，可計效益每年達3.84億元。完工後進行排淤運轉，可增加水庫防洪能力、降低洪水期水庫原水濁度、補充下游河道及海岸砂源。南化水庫防淤隧道於2014年7月25日動工，並於2021年4月完工，同年6月啟用。

### 曾文南化聯通管
根據水利署2016年統計資料，台南地區公共用水平均約89.8萬噸/日，約有40%來自曾文及烏山頭水庫，60%來自南化水庫，但南化水庫庫容僅約曾文、烏山頭水庫的17.65%，卻需負擔較多的公共用水，且高屏溪攔河堰若遭遇濁度太高等因素無法供給高雄7成用水需求時，南化水庫則需支援高雄，導致南化水庫負擔沉重，故催生曾文南化聯通管需求。
為了因應氣候變遷所帶來穩定供水挑戰，行政院於2018年核定前瞻基礎建設計畫--水環境建設「曾文南化聯通管工程計畫」，計畫完成後聯通管可促進曾文、烏山頭水庫、南化水庫及高屏溪水源的聯合運用，改善曾文水庫營運44年來僅能透過烏山頭水庫供水現況，增加曾文水庫出水管道。完成後將增加區域水資源調度及備援能力，強化南部地區公共用水抗限缺水能力。
該計畫投入經費約為120億元，2024年完工，聯通管路行經台南市楠西區、玉井區及南化區，沿既有道路埋設，全長約25公里，啟用後可供應南化淨水場及南化高屏聯通管80萬噸/每日的輸水。
2022年修正計劃，增設南化水庫水量反送東口堰專管可送水至烏山頭水庫。

## 觀光資源

### 景點
- 上游關山有不少瀑布、溪谷等景觀。
- 沿區道南179線往關山里(瑞峰國小)途中，有約十二公里長的湖畔公路。
- 南化水庫大壩下方是焦吧年古戰場，南化區公所並在此成立軍史公園、環保公園、親水公園合稱為「源之旅休閒公園」。
- 有些地方屬未開發地區且為水源保護區，旅遊者宜注意法令規範並小心安全。

## 外部連結
- 經濟部水文水資源資料管理供應系統
- 南化水庫網際網路資訊系統
- 經濟部水利署-南化水庫
- 台灣自來水公司
- 【台灣，你好！】沙發環島空拍鷹眼系列 - 台南南化水庫2015/7/27卷一 （页面存档备份，存于）
- 台灣水庫即時水情 （页面存档备份，存于）